# Ida-Dehmel-Literaturpreis
Der Ida Dehmel Literaturpreis der GEDOK wird seit 1968 alle drei Jahre für das Gesamtwerk einer deutschsprachigen Autorin vergeben. Mit der Namensgebung wird die GEDOK-Gründerin Ida Dehmel geehrt. Der Preis ist mit 10.000 Euro dotiert. 
Eine Bewerbung ist nicht möglich. Die vorgeschlagenen Autorinnen müssen keine GEDOK-Mitglieder sein. Die Preisträgerin wird durch eine Jury ermittelt.
Parallel dazu wird der GEDOK Literaturförderpreis vergeben, der mit 5.000 Euro dotiert ist. 

## Preisträgerinnen
- 1968: Hilde Domin
- 1971: Erika Burkart
- 1975: Margot Scharpenberg
- 1977: Rose Ausländer
- 1980: Ingeborg Drewitz
- 1983: Barbara Frischmuth
- 1986: Eva Zeller
- 1989: Brigitte Kronauer
- 1992: Sarah Kirsch
- 1995: Elke Erb
- 1998: Herta Müller
- 2001: Helga M. Novak
- 2004: Kerstin Hensel
- 2007: Doris Runge
- 2010: Ulla Hahn
- 2014: Karla Schneider
- 2017: Monika Maron
- 2020: Ulrike Draesner
- 2024: Nora Gomringer[1]

## Initiative
Das Kölner GEDOK-Mitglied Marierose Fuchs-Steinbüchel,  Unternehmerin und Schriftstellerin, war Mitbegründerin des Preises. Einige Jahre war sie ehrenamtliche Fachbeirätin für Literatur und regte die Auslobung eines Literaturpreises an zur Aufwertung der Kunstsparte Literatur. Sie stellte die ersten Preisgelder zur Verfügung und bestimmte, dass der Preis nach ihrem Tod für weitere zehn Jahre durch Zuwendungen aus ihrer Firma (Kölner Wach- und Schließgesellschaft) gesponsert würde. Inzwischen übernimmt das Bundesministerium für Familie, Senioren, Frauen und Jugend (BMFSFJ) die Preisgelder.